# Президентские выборы в Сальвадоре (1919)
Президентские выборы в Сальвадоре проходили 12 и 14 января 1919 года. Основным кандидатом был действующий президент Карлос Мелендес, который и был переизбран.

## Результаты
| Кандидат         | Партия                              | Голоса  | %     |
| ---------------- | ----------------------------------- | ------- | ----- |
| Карлос Мелендес  | Национальная демократическая партия | 166 441 | 96,86 |
| Пио Ромеро Боске | Национальная демократическая партия | 4 370   | 2,54  |
| Артуро Араухо    | Лейбористская партия                | 1 022   | 0,59  |
| Всего            | Всего                               | 171 833 | 100   |